# 마테리얼 브레이브
마테리얼 브레이브(マテリアルブレイブ)는 일본의 에로게 메이커인 기가에서 발매한 에로게이다. 게임의 내용은 미지의 원소로 인해 특정한 이능력을 소유한 주인공 일행의 능력 배틀에 대한 이야기다.

## 등장인물
- 카부라기 아유무 : 대상을 폭발시키는 능력
- 쿠라키 에나 : 텔레파시
- 오우기 카나에 : 중력을 조정하는 능력
- 에리카 폰 아그슈나이처 : 바람을 조정하는 능력
- 카미네 마시로 : 냉기를 발생시키는 능력
- 미도우카네 히카루 : 금속을 조정하는 능력
- 시라후지 안젤리나 츠보미 : 번개를 발생시키는 능력
- 후지사카 코우이치로 : 육체 재생 극대화의 능력
- 미카코 모에 : x
- 휴도우 츠카사 : 불을 발생시키는 능력

## 제작진
- 원화 : 키쿠치 세이지